# Hiroshi Masuoka
Hiroshi Masuoka (増岡浩; 13 marzo 1960) è un ex pilota di rally giapponese, specializzato nei rally raid, vincitore due edizioni del Rally Dakar (2002 e 2003).

## Biografia
Pilota ufficiale del team Mitsubishi dal 1985 al 2007. Vanta undici piazzamenti consecutivi nella top ten del rally raid africano, dal 1994 al 2004 e 13 in totale nelle sue 17 partecipazioni, con 25 successi di tappa.

## Palmarès

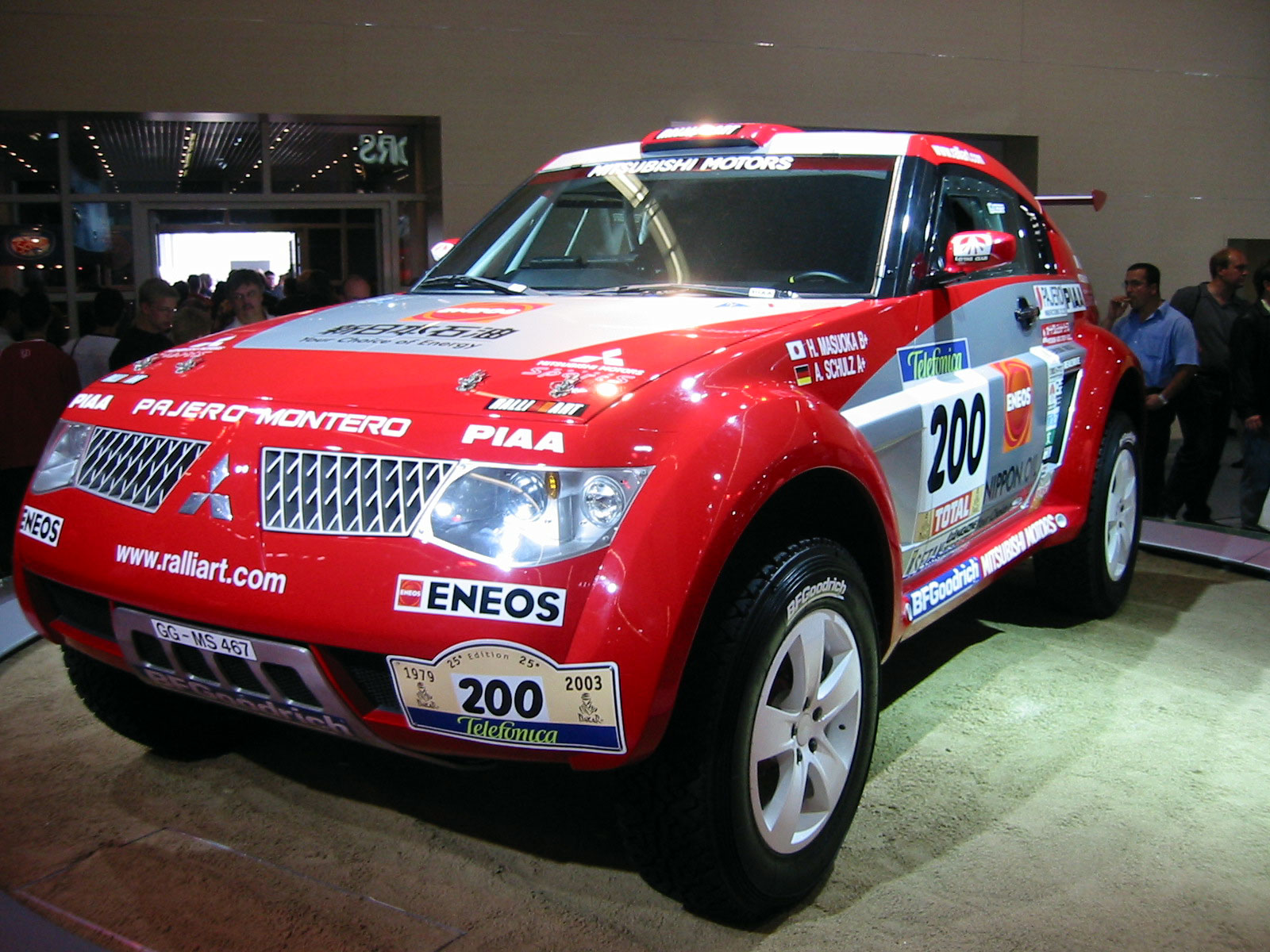
La Mitsubishi Pajero guidata da Masuoka nel 2003

### Rally Dakar
| Anno | Categoria | Mezzo             | Pos. |
| ---- | --------- | ----------------- | ---- |
| 1987 | Auto      | Mitsubishi Pajero | 29º  |
| 1988 | Auto      | Mitsubishi Pajero | Rit. |
| 1990 | Auto      | Mitsubishi Pajero | 10º  |
| 1991 | Auto      | Mitsubishi Pajero | 95º  |
| 1992 | Auto      | Mitsubishi Pajero | 20º  |
| 1993 | Auto      | Mitsubishi Pajero | Rit. |
| 1994 | Auto      | Mitsubishi Pajero | 4º   |
| 1995 | Auto      | Mitsubishi Pajero | 10º  |
| 1996 | Auto      | Mitsubishi Pajero | 6º   |
| 1997 | Auto      | Mitsubishi Pajero | 4º   |
| 1998 | Auto      | Mitsubishi Pajero | 4º   |
| 1999 | Auto      | Mitsubishi Pajero | 6º   |
| 2000 | Auto      | Mitsubishi Pajero | 6º   |
| 2001 | Auto      | Mitsubishi Pajero | 2º   |
| 2002 | Auto      | Mitsubishi Pajero | 1º   |
| 2003 | Auto      | Mitsubishi Pajero | 1º   |
| 2004 | Auto      | Mitsubishi Pajero | 2º   |
| 2005 | Auto      | Mitsubishi Pajero | Rit. |
| 2006 | Auto      | Mitsubishi Pajero | Rit. |
| 2007 | Auto      | Mitsubishi Pajero | 5º   |
| 2009 | Auto      | Mitsubishi Pajero | Rit. |

### Altri risultati
2003
- all'Italian Baja

2004
- all'Abu Dhabi Desert Challenge